# 京菏高速动车组列车
京菏高速动车组列车是中国铁路运行于首都北京市北京南站至山东省菏泽市菏泽东站间的高速动车组列车，自2022年1月10日起开行，现合计开行2.5对列车，途经北京市、河北省、天津市、山东省一市三省。其中G381/382次列车由济南局集团济南客运段担当，G383/384次列车由上海局集团杭州客运段担当，G385次列车由北京局集团北京客运段担当。

## 历史
2022年1月10日，配合日兰高铁曲阜东至庄寨段开通，新增北京南~菏泽东G381/382次、G383/384次列车2对。
2023年7月1日，新增北京南—菏泽东G385次列车0.5对。

## 使用列车
G381/382次列车使用配属济南局集团济南东动车运用所的CR400AF-A，G383/384列车使用配属上海局集团杭州艮山门动车运用所的CRH380BL，G385次列车使用配属北京局集团北京南动车运用所的CRH380CL。